# Mühltroff
Mühltroff este un oraș din landul Saxonia, Germania.